# ドレッドノート級原子力潜水艦
ドレッドノート級原子力潜水艦（ドレッドノートきゅうげんしりょくせんすいかん　Dreadnought class nuclear-powered submarineis）は、イギリス海軍が2030年代初頭からの配備に向けて建造中の原子力弾道ミサイル潜水艦の艦級。合計4隻が核弾頭付き潜水艦発射弾道ミサイル（SLBM）を搭載してイギリスの核抑止を担う計画で、SLBM原潜としてはヴァンガード級の後継となる。搭載するSLBMは、ヴァンガード級と同じくトライデントII D-5が予定されている。
構想時には、本級は暫定的に（ヴァンガード級の後継であることから）サクセッサー（Successor）と呼ばれており、2016年に1番艦がドレッドノートと命名されることが公式に発表された。以降3隻は、それぞれヴァリアント（Valiant）、ウォースパイト（Warspite）およびキングジョージVI（King George VI）と命名される。
イギリス海軍が、その核抑止戦略にしたがって常続航海抑止（continuous at-sea deterrent, CASD）を維持しようとするのであれば、ヴァンガード級を更新する原子力弾道ミサイル潜水艦は必須である。

## 背景

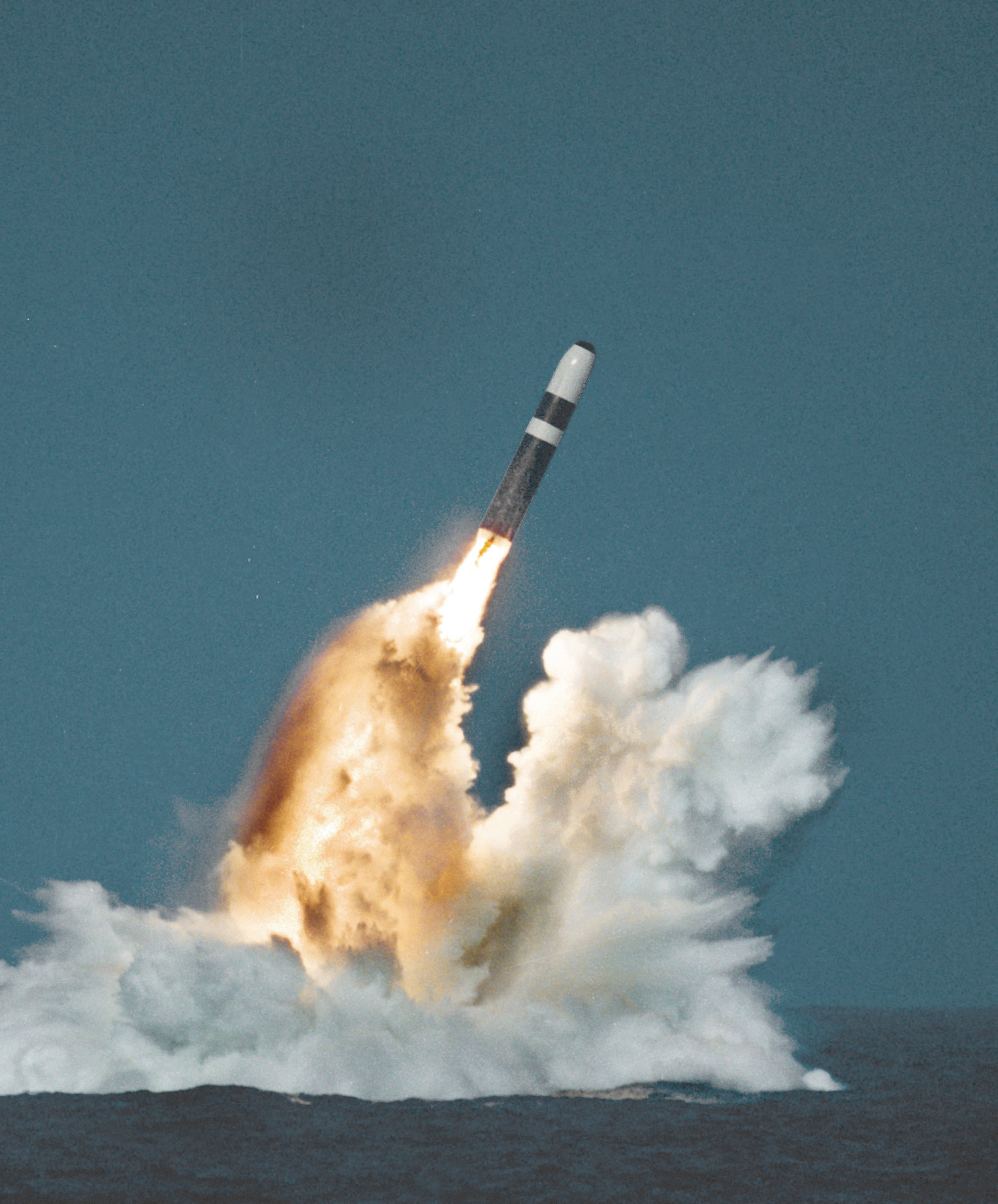
潜水艦から発射されたトライデントSLBM

1998年にイギリス空軍のWE.177核爆弾が退役して以降、イギリス軍の核兵器はSLBMのみとなった。イギリスの敵対勢力にとっては、イギリスの弾道ミサイル潜水艦を探知・破壊できない限り、イギリスからの報復核攻撃に晒されるため、潜在的な敵による攻撃を抑止することできる。
戦略防衛レビューにより、イギリスは215発の核弾頭（そのうち約120発が活性状態（使用可能）に）を維持してきた。常時航海抑止政策（the continuous at sea deterrence policy）のもと、少なくとも1隻のヴァンガード級が、最大16発のトライデント・ミサイルに48発の核弾頭を搭載し、哨戒する態勢を維持してきた。戦略防衛レビューでは、これは核抑止に必要な最小の核弾頭数だとみなしていた。これらは全体としてトライデント・システム (イギリスの核抑止戦略)を構成する。このシステムの主要部分は、ヴァンガード級の母港であるスコットランドのファスレーン海軍基地を含むクライド海軍基地およびクールポート王立海軍弾薬庫に拠点を置いている。ヴァンガード級はイギリス海軍において、25年の就役期間を想定されて1990年代に就役しており、1番艦は、改修なしの場合、2019年まで現役にとどまるものと想定されている。1998年からは、このシステムは政府に、低威力の“准戦略”（sub-strategic）核攻撃能力の選択肢を提供している。

## 建造の決定
2011年5月、イギリス政府はヴァンガード級の後継艦の評価作業を認め、船殻のための鋼鉄を含む先行資材の購入を許可した2015年5月、保守党は総選挙で4隻のサクセッサー潜水艦による常続的巡航抑止を維持することへのコミットメントを含むマニフェストを掲げて総選挙に勝利した
サクセッサー計画へのコミットの最終的な決定は2016年7月18日に、下院における投票で472票対117票の票が投じられて認可された。サクセッサーは、そのコストおよび、いくつかの政党や核軍縮キャンペーンやトライデント・プラウシェアズ（Trident Ploughshares）といった反核運動グループが常続的航海抑止あるいはイギリスの核武装を道徳的ないし財政的な理由により反対したことから、論争を呼んだ。

## 建造開始
1番艦は暫定的に2028年に就役するとの計画で、建造は2016年にBAEシステムズ・サブマリンズが運営するバロー＝イン＝ファーネス造船所で開始された。第2段階の建造の始まりは2018年5月に発表された。2018年の時点で国防相は、最初の潜水艦は2030年代初めに就役する想定であるとした。また、プログラムの総コストは310億ポンド(約6兆円)と想定されるとした。
本級は約35から40年の就役期間を計画しており、これは前級を25％以上長くなる期間である。
2018年12月、国防相は1番艦の建造はスケジュール通りかつ予算内で進行中であると語った。2021年4月、『サンデー・タイムズ』は、アスチュート級原子力潜水艦の建造の遅れが、おなじデヴォンシャー・ドック・ホールドックで建造するドレッドノート級の建造に影響を及ぼしている可能性を報じた。関連する懸念事項は、バロー施設の拡張が19か月遅れ、原子炉を建造するロールスロイス工場の5年遅れである。。しかしながら、国防相は、ドレッドノート・プログラムは予定通り進行しており、1番艦は2030年代初めに就役する想定であるとコメントした。

## 同型艦
| 艦名                               | 建造所                                                     | 起工           | 進水 | 就役               | 状況   |
| ---------------------------------- | ---------------------------------------------------------- | -------------- | ---- | ------------------ | ------ |
| ドレッドノート Dreadnought         | BAEシステムズ・サブマリンズ バロー＝イン＝ファーネス造船所 | 2016年 10月6日 |      | 2030年代初めを想定 | 建造中 |
| ヴァリアント Valiant               | BAEシステムズ・サブマリンズ バロー＝イン＝ファーネス造船所 | 2019年 9月     |      |                    | 建造中 |
| ウォースパイト Warspite            | BAEシステムズ・サブマリンズ バロー＝イン＝ファーネス造船所 | 2022年 9月     |      |                    | 建造中 |
| キング・ジョージ6世 King George VI | BAEシステムズ・サブマリンズ バロー＝イン＝ファーネス造船所 |                |      |                    | 発表済 |

### 訳注
1. ↑  常に1隻の弾道ミサイル潜水艦が航海し、核抑止哨戒を継続する態勢のこと[9]。別の訳語として「常続巡航抑止」[10]もある。イギリス海軍公式サイトでの説明として次のページをも参照“CONTINUOUS AT SEA DETERRENT”.  Royal Navy. 2022年1月24日閲覧。

## 関連文献
- UK House of Commons, Select Committee on Defence The Future of the UK's Strategic Nuclear Deterrent: the White Paper: Ninth Report of Session 2006-07, House of Commons Papers, HC 225 [2005-2007]
- UK House of Commons, Select Committee on Defence The Future of the UK’s Strategic Nuclear Deterrent: the Manufacturing and Skills Base: Fourth Report of Session 2006–07, House of Commons Papers, HC 59 [2005-2007]
- Ministry of Defence: The United Kingdom's Future Nuclear Deterrent Capability (Report). National Audit Office. 5 November 2008. ISBN 978-0-10-295436-4. 2008年11月9日閲覧.
- Dreadnought Class Guide - 21 October 2016
- Meet the Dreadnought class, new nuclear submarines named - 16 December 2016